# Буюрук-хан
Буюрук-хан, Буйрук-хан, Буирух-хан (кит. 不欲魯汗) — найманский хан, живший во времена Чингисхана, сын Инанч-хана и младший брат Таян-хана. «Буюрук-хан», вероятно, является не именем собственным, а титулом, распространённым среди правителей Центральной Азии, который дословно можно перевести как «приказывающий».

## Биография
После смерти Инанч-хана приблизительно в 1198 году государство найманов разделилось на два улуса, во главе которых встали два сына покойного хана: старший Таян и младший Буюрук; считается, что инициатором раскола стал именно Буюрук, не пожелавший признавать главенство старшего брата. Другой возможной причиной разлада между братьями иногда называют их влюблённость в одну из наложниц своего отца, Гурбесу, после смерти мужа оставшуюся по принципу левирата с Таяном. Так или иначе, отделившись от последнего, Буюрук-хан вместе с частью войска обосновался на Алтае.
Раскол улуса испортил отношения между братьями, и с тех пор они находились в постоянной вражде. Как считал исследователь П. Рачневский, именно с одобрения Таян-хана около 1198—1199 года против Буюрука общими силами выступили  Чингисхан и его союзник, правитель кереитов Ван-хан. В сражении у озера  Кишилбаш (Кызыл-Баш; вероятно, современное о. Улунгур на территории автономного района Синьцзян в КНР) Буюрук был разбит и бежал в верховья Енисея, а в плен был захвачен один из найманских военачальников. Согласно другой версии, представленной в «Сокровенном сказании монголов» и «Алтан Тобчи», в этой битве (которую, к тому же, обе летописи датируют 1202 годом) Буюрук-хан погиб.
В 1201 году Буюрук-хан в числе некоторых других видных вождей поддержал избрание гурханом («владыкой вселенной») злейшего врага Чингисхана Джамухи. Во время сражения с войсками Чингиса в урочище Койтен Буюрук 
вместе с ойратским правителем Худуха-беки попытался наслать на противника бурю, но та неожиданно обернулась против них же: из-за поднявшегося урагана и ливня многие воины, в том числе бившиеся на стороне Джамухи, сорвались в пропасти, а выжившие получили серьёзные травмы. 

Утром наше войско двинулось и, сблизившись с неприятелем, вступило в бой при урочище Койтен. Теснили друг друга, поднимаясь в гору и спускаясь в долину. С боем перестраивались. Тут оказалось, что эти самые Буирух и Худуха могут волшебством вызывать ненастье. Принялись они за свое волшебство, но ненастье-то обернулось наоборот и разразилось над ними самими ливнем и ураганом. Стали они тут сами, спотыкаясь и скользя, валиться в пропасти. И рассыпались все кто куда, говоря: «Видно мы прогневали небеса».
— Сокровенное сказание.
Вероятно, восприняв случившееся как дурной знак, сразу же после сражения Буюрук и его войско покинули Джамуху.
В 1204 году, решив выступить против Чингисхана, погиб Таян-хан. Его сын Кучлук, ища спасения после разгрома найманов, бежал к Буюруку; несколько позже у него же нашёл прибежище и предводитель меркитов Тохтоа-беки, также потерпевший поражение в битве с Чингисханом. Началось формирование новой антимонгольской коалиции, однако выступить против Чингисхана ей не было суждено: в 1206 году, охотясь на птиц в местности Улух-тах, Буюрук был схвачен и убит воинами Чингиса, а Кучлуку удалось бежать к каракитаям.

## Образ
- «Жестокий век» — роман И. К. Калашникова.
- Телесериал «Чингисхан» (Китай, 2004 год).